# Barr-test
A Barr-test ivari kromatinrög. A korai embrionális fejlődés során a nőkben az egyik X-kromoszóma inaktiválódik, majd egy kicsi, tömör kromatinszemcsét alkot. Ez a kromatinszemcse kitapad a sejtmag hártyájához és optikai mikroszkóppal azonosítható.
Jelentősége abban van, hogy ezen egyszerű módszerrel ivari kromoszómákat érintő számbeli eltérések humán kariogram készítése nélkül, a legegyszerűbb laboratóriumban is kimutathatók. Természetesen a módszer nem tekinthető a diagnózis szempontjából kizárólagosnak, az eredményt meg kell erősíteni humán kariogram készítésével. A bizonytalanság abból fakad, hogy egyrészt összetéveszthető más struktúrákkal, másrészt a magot megfelelő síkban kell vágni, hogy éppen abba essen a kromatinrög, mely vágás persze véletlenszerűen történik.
A maghártyához kitapadó kromatinrögöt nevezik dobverőnek is, ha vérkenetet vizsgálunk, mivel a neutrofil granulocitákban dobverőhöz hasonló alakot vesz fel. Innen a könnyű azonosítás.

## Lásd még
- Humán kromoszómák
- Sejtmag
- Humán X-kromoszóma